# Stazione di Sydenham (Londra)
La stazione di Sydenham è una stazione della London Overground situata nel borgo londinese di Lewisham. È servita ogni ora da otto treni suburbani transitanti sulle tre direzioni della New East London Line sulla ferrovia Londra-Brighton, che qui si dirama con la Outer South London Line verso la stazione di Londra Victoria, e da due treni della compagnia Southern attestati nella stazione di London Bridge.